# Пуйское сельское поселение
Пуйское сельское поселение или муниципальное образование «Пуйское» — муниципальное образование  со статусом сельского поселения в Вельском муниципальном районе Архангельской области. 
Соответствует административно-территориальной единице в Вельском районе — Пуйский сельсовет.
Административный центр — село Долматово.

## География
Пуйское сельское поселение располагается на севере Вельского района. Большая часть территории муниципального образования расположена в бассейне реки Пуя, в честь которой и оно и получило своё название. Крупнейшие реки — Вага, Пуя, Большая Чурга, Малая Чурга. На территории муниципального образования не имеется крупных озёр, большинство из небольших озёр являются старичными, образованными реками Пуя, Вага и Большая Чурга. Местность довольно плоская, без значимых поднятий, только на северо-востоке муниципального образования располагается возвышенность высотой свыше 200 метров. Равнинный характер территории объясняется наличием рядом крупных рек - Ваги и её левых притоков. На территории сельского поселения находится несколько крупных болот, самое большое из них - Пуйское.
Территория муниципального образования граничит:
- на севере с Шенкурским районом
- на северо-востоке с муниципальным образованием «Попонаволоцкое»
- на востоке с муниципальным образованием «Благовещенское»
- на юге с муниципальным образованием «Судромское» и с муниципальным образованием «Пакшеньгское»
- на западе с муниципальным образованием «Липовское»

## История
5 июля 1929 года Президиумом ВЦИК из Пуйской и Паденьгской волостей Шенкурского уезда был образован Ровдинский район, вошедший в состав Няндомского округа Северного края.
В 1959 году Ровдинский район был упразднён, а Благовещенский, Верхопуйский, Игнатовский, Липовский, Низовский, Попо-Наволоцкий и Пуйский сельсоветы отошли к Вельскому району.
Муниципальное образование было образовано в 2006 году.

## Население
| 2005  | 2010  | 2011  | 2012  | 2013  | 2014  | 2015  | 2016  | 2017  |
| ----- | ----- | ----- | ----- | ----- | ----- | ----- | ----- | ----- |
| 1509  | ↘1306 | ↘1294 | ↘1262 | ↘1224 | ↘1164 | ↘1120 | ↘1077 | ↘1048 |
| 2018  | 2019  | 2020  | 2021  | 2023  |       |       |       |       |
| ↘1033 | ↘994  | ↘965  | ↗1241 | ↘1214 |       |       |       |       |

## Состав сельского поселения
| №  | Населённый пункт | Тип населённого пункта       | Площадь в границах населённого пункта, га | Расстояние до административного пункта, км | Население |
| -- | ---------------- | ---------------------------- | ----------------------------------------- | ------------------------------------------ | --------- |
| 1  | Белавинская      | деревня                      | 7,9                                       | 15                                         | ↗8        |
| 2  | Бологовская      | деревня                      | 8,6                                       | 10,1                                       | →1        |
| 3  | Болтихино        | деревня                      | 1,9                                       | 15,6                                       | →2        |
| 4  | Борисовская      | деревня                      | 7,6                                       | 22                                         | ↗4        |
| 5  | Бяково           | деревня                      | 2,6                                       | 25,8                                       | →0        |
| 6  | Ванютина Гора    | деревня                      | 6,4                                       | 13,5                                       | ↗13       |
| 7  | Васьково         | деревня                      | 14,5                                      | 20                                         | →2        |
| 8  | Великодворская   | деревня                      | 9,1                                       | 16,4                                       | →0        |
| 9  | Великое          | посёлок                      | 42,1                                      | 13                                         | ↗191      |
| 10 | Гамиловская      | деревня                      | 0,6                                       | 10                                         | →0        |
| 11 | Головинская      | деревня                      | 3,5                                       | 16,1                                       | ↗2        |
| 12 | Городище         | деревня                      | 11                                        | 12,3                                       | ↗2        |
| 13 | Губино           | деревня                      | 9,9                                       | 15,9                                       | →0        |
| 14 | Давыдовская      | деревня                      | 3,7                                       | 17,7                                       | →0        |
| 15 | Демидовская      | деревня                      | 20,4                                      | 18,7                                       | →1        |
| 16 | Дмитриево        | деревня                      | 18,3                                      | 19                                         | →9        |
| 17 | Долматово        | село, административный центр | 129,5                                     | 77                                         | ↗974      |
| 18 | Екимово          | деревня                      | 1,3                                       | 3                                          | →0        |
| 19 | Есиповская       | деревня                      | 18,6                                      | 14,5                                       | ↗9        |
| 20 | Жуковская        | деревня                      | 13                                        | 16,9                                       | →1        |
| 21 | Игнатовка        | деревня                      | 32,4                                      | 12                                         | ↘158      |
| 22 | Калиновская      | деревня                      | 10,2                                      | 17,1                                       | →2        |
| 23 | Кочигино         | деревня                      | 6                                         | 12                                         | →0        |
| 24 | Кошутино         | деревня                      | 1,2                                       | 12                                         | ↗11       |
| 25 | Краски           | деревня                      | 7                                         | 20                                         | ↗1        |
| 26 | Крюково          | деревня                      | 5,8                                       | 10,9                                       | →0        |
| 27 | Кухтерево        | деревня                      | 3,9                                       | 9,6                                        | ↘1        |
| 28 | Лужок            | деревня                      | 2,2                                       | 3                                          | →11       |
| 29 | Лямчинская       | деревня                      | 5,5                                       | 3,5                                        | ↗6        |
| 30 | Макаровская      | деревня                      | 8                                         | 9,5                                        | ↘7        |
| 31 | Нестеровская     | деревня                      | 7,1                                       | 22,8                                       | →1        |
| 32 | Озябловская      | деревня                      | 3,8                                       | 15,2                                       | ↘2        |
| 33 | Олеховская       | деревня                      | 4,3                                       | 14,8                                       | ↗2        |
| 34 | Осташевская      | деревня                      | 4,6                                       | 13,5                                       | →0        |
| 35 | Рогово           | деревня                      | 5,3                                       | 12,5                                       | ↗8        |
| 36 | Савинская        | деревня                      | 3,1                                       | 13,5                                       | ↗1        |
| 37 | Семёновская      | деревня                      | 4,9                                       | 15,5                                       | ↘10       |
| 38 | Сидоровская      | деревня                      | 11,9                                      | 3,5                                        | ↗5        |
| 39 | Стрелка          | деревня                      | 0,9                                       | 11,5                                       | →0        |
| 40 | Татаринская      | деревня                      | 2,2                                       | 10,5                                       | →8        |
| 41 | Телишевская      | деревня                      | 8                                         | 14,1                                       | →1        |
| 42 | Устиновская      | деревня                      | 2,4                                       | 16,9                                       | →0        |
| 43 | Харюшинская      | деревня                      | 10,5                                      | 8                                          | ↗2        |
| 44 | Чернышёво        | деревня                      | 3                                         | 15                                         | →3        |
| 45 | Шипицыно         | деревня                      | 6,6                                       | 11,2                                       | →23       |
| 46 | Юхнево           | деревня                      | 28,5                                      | 12,6                                       | ↗67       |